# The Moth and the Star
The Moth and the Star è un cortometraggio muto del 1916 diretto da James W. Horne.
Undicesimo episodio del serial cinematografico Stingaree.

## Produzione
Il film fu prodotto dalla Kalem Company.

## Distribuzione
Distribuito dalla General Film Company, il film - un cortometraggio in due bobine - uscì nelle sale cinematografiche USA il 2 febbraio 1916.